# Caenohalictus obnuptus
Caenohalictus obnuptus är en biart som först beskrevs av Joseph Vachal 1903.  Caenohalictus obnuptus ingår i släktet Caenohalictus och familjen vägbin. Inga underarter finns listade.